# Pauline Garon
Pauline Garon (ur. 9 września 1900 w Montrealu, zm. 30 sierpnia 1965 w San Bernardino) – amerykańska aktorka pochodzenia kanadyjskiego.

## Życiorys
Wywodziła się z wielodzietnej francusko-kanadyjskiej rodziny (miała dziesięcioro rodzeństwa). Karierę filmową rozpoczęła w Nowym Jorku. W 1920 r. wystąpiła w filmie Rycerz z Manhattanu. W 1923 r. zdobyła nagrodę w konkursie piękności WAMPAS Baby Stars. Paramount Pictures zaproponowało jej kontrakt, jednak odrzuciła go, chcąc zachować niezależność i możliwość współpracy z różnymi wytwórniami.
Jako aktorka uosabiała popularny w latach 20. XX wieku typ „chłopczycy”, nazywany flapper. Wraz ze zmierzchem popularności tego stylu i nadejściem kina dźwiękowego, zakończyła się także kariera Pauline Garon. W późniejszym okresie grywała tylko drobne, poboczne role np. służących czy postaci w tłumie.

## Wybrana filmografia
- Rycerz z Manhattanu (1920)
- Doubling for Romeo (1921)
- The Power Within (1921)
- Polly of the Follies (1922)
- Reported Missing (1922)
- Sonny (1922)
- The Man from Glengarry (1923)
- You Can't Fool Your Wife (1923)
- Children of the Dust (1923)
- Forgive and Forget (1923)
- Żebro Adama (1923)
- The Marriage Market (1923)
- The Critical Age (1923)
- Wino miłości (1924)
- Pal o' Mine (1924)
- The Average Woman (1924)
- The Spitfire (1924)
- The Turmoil (1924)
- The Painted Flapper (1924)
- What the Butler Saw (1924)
- Szybkość (1925)
- Fighting Youth (1925)
- The Love Gamble (1925)
- The Great Sensation (1925)
- The Splendid Road (1925)
- Flaming Waters (1925)
- Passionate Youth (1925)
- Where Was I? (1925)
- Der Farmer Aus Texas (1925)
- Compromise (1925)
- Satan in Sables (1925)
- Rose of the World (1925)
- Christine of the Big Tops (1926)
- Księżniczki Broadwayu (1927)
- Miłość (1927)
- Eager Lips (1927)
- Temptations of a Shop Girl (1927)
- The College Hero (1927)
- Driven from Home  (1927)
- Naughty Ladies at Ease (1927)
- Diabelska klatka (1928)
- The Girl He Didn't Buy (1928)
- The Heart of Broadway (1928)
- Dugan of the Dugouts (1928)
- Riley of the Rainbow Division (1928)
- Must We Marry? (1928)
- Indianin (1929)
- In the Headlines (1929)
- The Gamblers (1929)
- The Show of Shows (1929)
- Lover's Delight (1929)
- Letters (1930)
- The Thoroughbread  (1930)
- Oh La-La  (1930)
- Echec au roi  (1930)
- The Phantom Broadcast (1933)
- Lost in the Stratosphere (1934)
- Becky Sharp (1935)
- Colleen (1936)
- It Had to Happen (1936)
- Her Husband's Secretary (1937)
- Shall We Dance (1937)
- Bluebeard's Eight Wife (1938)
- How Green Was my Valley (1941)[2]